# Ixora natunensis
Ixora natunensis är en måreväxtart som beskrevs av Cornelis Eliza Bertus Bremekamp. Ixora natunensis ingår i släktet Ixora och familjen måreväxter. Inga underarter finns listade i Catalogue of Life.